# Търновско хоро
Търновско хоро или наричано още Северняшко хоро е български народен танц, характерен на Северна България (Северняшка фолклорна област). Тактът е равноделен с две времена. Хорото е в размер 2/4. Играе на инструментален съпровод с най-различни мелодии. Хорото се играе най-често на песните „Изгубила Веселинка коланче“, Искаха ме двама-трима селяни“.